# Marcello Del Bello
Marcello Del Bello (Roma, 25 gennaio 1921 – Pioltello, 8 luglio 1988) è stato un tennista italiano.
Fratello maggiore di Rolando, anch'egli tennista, formò con Giovanni Cucelli un doppio di grande valore tecnico internazionale.

## Biografia
Come singolarista, raggiunse i quarti di finale al Roland Garros nel 1948,  il terzo turno al torneo di Wimbledon nel 1949 e il secondo turno agli U.S. National Championships del 1949. In doppio, in coppia con Cucelli, raggiunse quattro volte i quarti di finale sia al Roland Garros (1947, 1948, 1949, 1952) sia a Wimbledon (1948, 1949, 1951, 1952); nella sua unica partecipazione agli U.S. National Championships (1949), fu semifinalista, sempre con Cucelli. Il loro più importante successo fu il Torneo di Montecarlo del 1954, battendo in finale i canadesi Lorne Main e Robert Bédard.
In Coppa Davis, nel periodo 1946-1954, vinse 8 singolari e ne perse 6, oltre a 20 incontri vinti e 5 persi nel doppio. Ha fatto parte della squadra che, nel 1952, giocò le finali interzone sull’erba australiana, battendo l'India per 3-2 e perdendo con gli Stati Uniti per 5-0.
Nel 1940 vinse il campionato italiano in singolare. In doppio, in coppia con Cucelli, vinse consecutivamente gli Assoluti dal 1940 al 1945 e nel 1950, 1952 e 1953; vinse anche nel doppio misto nel 1941, 1942 e  1953.
Nel 1955 passò professionista e continuò a giocare nel circuito riservato ai "pro" sino al 1961.